# Arany bandikut
Az arany bandikut (Isoodon auratus) az emlősök (Mammalia) osztályának az erszényesek (Marsupialia) alosztályágába, ezen belül a bandikutalakúak (Peramelemorphia) rendjébe és a bandikutfélék (Peramelidae) családjába tartozó faj.

## Előfordulása
Feltételezett, hogy e faj Ausztrália legnagyobb részén kihalt, csupán Nyugat-Ausztráliában egy kis területen él. Az arany bandikut Ausztrália partjainál, a Barrow, Double Island és Augustus szigeteken található meg.

## Alfajai
- Isoodon auratus arnhemensis Lyne & Mort, 1981
- Isoodon auratus auratus Ramsay, 1887
- Isoodon auratus barrowensis (Thomas, 1901)

## Megjelenése
Fej-törzs-hossza 19-30 centiméter, farokhossza 8,5-12 centiméter, míg testtömege 270-670 gramm. A hím 70%-kal nehezebb a nősténynél. Bundája rövid, csillogó és túlnyomórészt sötétbarna, míg hasoldala fehér. Az arany bandikut tömzsi törzsével akkora, mint egy kisebb üregi nyúl. Hátsó lábain a második és a harmadik ujjak összenőttek, ezekkel tisztítja magát. Hegyes arcorra alkalmas az avarban kutatáshoz. A szaglása ennek az állatnak nagyon fejlett.

## Életmódja
Éjjel aktív és magányos. Táplálékát gumók, csigák, rovarok, kis gyíkok és egerek teszik ki. Az arany bandikut a szabadban körülbelül 3 évig él.

## Szaporodása
Az arany bandikut ivarérettségét 90 napos korában éri el, a párzási időszak az egész évben lehetséges, de többnyire 8 hónapon át készek párosodni. A vemhességi idő ennél az állatnál nagyon rövid, 12-13 napig tart. A kölykök 7 hétig maradnak az erszényben. A kölykök száma egy alomban 2-4, de lehet 5 is.

## Rokon fajok
A nagy bandikut (Isoodon macrouros) és a kis bandikut (Isoodon obesolus) a legközelebbi rokonai az arany bandikutnak.